# Cécile de Prusse
Ne doit pas être confondue avec sa nièce, la princesse Marie-Cécile de Prusse.
Cécile de Prusse (en allemand : Cecilie von Preußen) est née le 5 septembre 1917 à Potsdam et morte le 21 avril 1975 à Königstein im Taunus. Plus jeune fille du Kronprinz Guillaume de Prusse et de la Kronprinzessin Cécile de Mecklembourg-Schwerin, c'est une princesse allemande membre de la maison de Hohenzollern.

## Famille
Cécile de Prusse est le sixième enfant du prince Guillaume de Prusse (1882-1951), héritier du trône royal de Prusse et du trône impérial allemand, et de son épouse, la duchesse Cécile de Mecklembourg-Schwerin (1886-1954).
Par son père, elle est la petite-fille de l'empereur allemand Guillaume II (1859-1941) et de la princesse Augusta-Victoria de Schleswig-Holstein-Sonderbourg-Augustenbourg (1858-1921), et, par sa mère, celle du grand-duc Frédéric-François III de Mecklembourg-Schwerin (1851-1897) et de la grande-duchesse Anastasia Mikhaïlovna de Russie (1860-1922).
La princesse est donc une descendante de la reine Victoria du Royaume-Uni (1819-1901), surnommée la « grand-mère de l'Europe » pour ses nombreuses connexions avec les maisons régnantes d'Europe.
Le 21 juin 1949, la princesse Cécile épouse, au château de Hohenzollern, le militaire américain Clyde Kenneth Harris (en) (1918-1958), fils de Bert Van Buren Harris (1886-1974) et de son épouse Aurora Vandevere (1891-1969).
De cette union naît une fille unique, Kira Alexandrine Brigid Cecilie Ingrid Harris (née le 20 octobre 1954).

## Biographie
La princesse Cécile naît le 5 septembre 1917 au château de Cecilienhof, à Potsdam, dont la construction a été achevée peu avant sa naissance, pendant la Première Guerre mondiale et le règne de son grand-père paternel, Guillaume II. Un an après sa naissance, le 9 novembre 1918, Guillaume II et les autres souverains allemands abdiquent, l'Empire est aboli pour laisser place à la république de Weimar, tandis que l'armistice est signé deux jours plus tard.
Après la guerre, Cecilienhof est confisqué par l'État et la famille s'établit dans sa résidence privée à Œls, en Basse-Silésie. Cecilienhof est rendu à la famille de Cécile en 1926. En 1934, la princesse se voit diagnostiquer, tout comme sa sœur aînée, Alexandrine, le syndrome de Down. Cela ne l'empêche pas de suivre des études dans un séminaire féminin à Heiligengrabe puis de travailler aux Archives privées de l'État de Prusse.
Durant la Seconde Guerre mondiale, Cécile travaille dans une pharmacie à Potsdam et suit une formation d'infirmière auprès de la Croix-Rouge allemande. À la fin du conflit, alors que l'Armée rouge avance vers Potsdam, Cécile est envoyée chez des parents hessois au château de Wolfsgarten. Elle y fait la connaissance du capitaine Clyde Harris (en), alors membre du Monuments, Fine Arts, and Archives program, qui enquête sur la Madone de Darmstadt pour le compte de son cousin, le prince Louis de Hesse-Darmstadt. Les deux jeunes gens continuent de se fréquenter par la suite, y compris après le retour de Clyde Harris aux États-Unis.
Cécile et Clyde s'unissent le 21 juin 1949 au château de Hohenzollern,. Le couple s'installe à Amarillo, au Texas, où Clyde travaille comme architecte d'intérieur, et accueille une petite fille, Kira, le 20 octobre 1954. Clyde Harris meurt d'une hémorragie cérébrale en 1958 à l'âge de 39 ans.
Alors qu'elle rend visite à sa famille en Allemagne, Cécile meurt à Königstein im Taunus, le 21 avril 1975, à l'âge de 57 ans. Elle est inhumée au château de Hohenzollern.